# Vindiciae contra tyrannos
Vindiciae contra tyrannos (en français : Revendications contre les tyrans) est un pamphlet publié en latin, à Bâle, en 1579, sous le pseudonyme Stephanus Junius Brutus. Sa traduction en français paraît à Genève, en 1581, sous le titre De la puissance légitime du prince sur le peuple et du peuple sur le prince (en latin : De principis in populum, populique in principem, legitima postestate). Il a longtemps été attribué à Philippe Duplessis-Mornay et Hubert Languet mais aujourd'hui nous cherchons à nouveau l'auteur se cachant sous ce pseudonyme.

## Contexte
Les Vindiciae concluent la série des pamphlets publiés à la suite du massacre de la Saint-Barthélemy : la Franco-Gallia de François Hotman (1573), l'anonyme Discours politiques de diverses puissances, le Réveille-Matin des François et de leurs voisins, le traité Du droit des magistrats sur leurs sujets de Théodore de Bèze (1574), la Résolution claire et facile d'Odet de La Noue.

## Contenu
Le plan des Vindiciae est en quatre parties. Chacune d'elles répond à une question :
1. Si les sujets sont tenus d'obéir à un prince qui leur commande d'enfreindre la loi de Dieu ;
2. S'ils peuvent lui résister et de quelle manière ;
3. S'ils peuvent résister à un prince qui viole la loi civile ;
4. Si les princes voisins ont, en ces deux cas, le droit ou le devoir d'intervenir.

## Pseudonyme
Le pseudonyme Stephanus Junius Brutus évoque plusieurs personnages antiques :
- Lucius Junius Brutus, le légendaire fondateur de la république romaine ;
- Marcus Junius Brutus, fils adoptif et assassin de Jules César ;
- Stephanus, un des sept premiers diacres et premier martyr de la chrétienté.

## Coauteurs présumés
L'auteur présumé de Vindiciae est Hubert Languet, diplomate français au service d'Auguste Ier de Saxe.
Son éditeur et coauteur présumé est Duplessis-Mornay.

## Édition critique
- Étienne Junius Brutus (édition critique par Arlette Jouanna, Julien Perrin, Marguerite Soulié, André Tournon et Henri Weber), Vindiciae contra tyrannos : traduction française de 1581, Genève, Droz, coll. « Les classiques de la pensée politique » (no 11), 1979, LVI-403 p. (présentation en ligne).
- Notices d'autorité :   - VIAF
  - BnF (données)